# Dlaždice

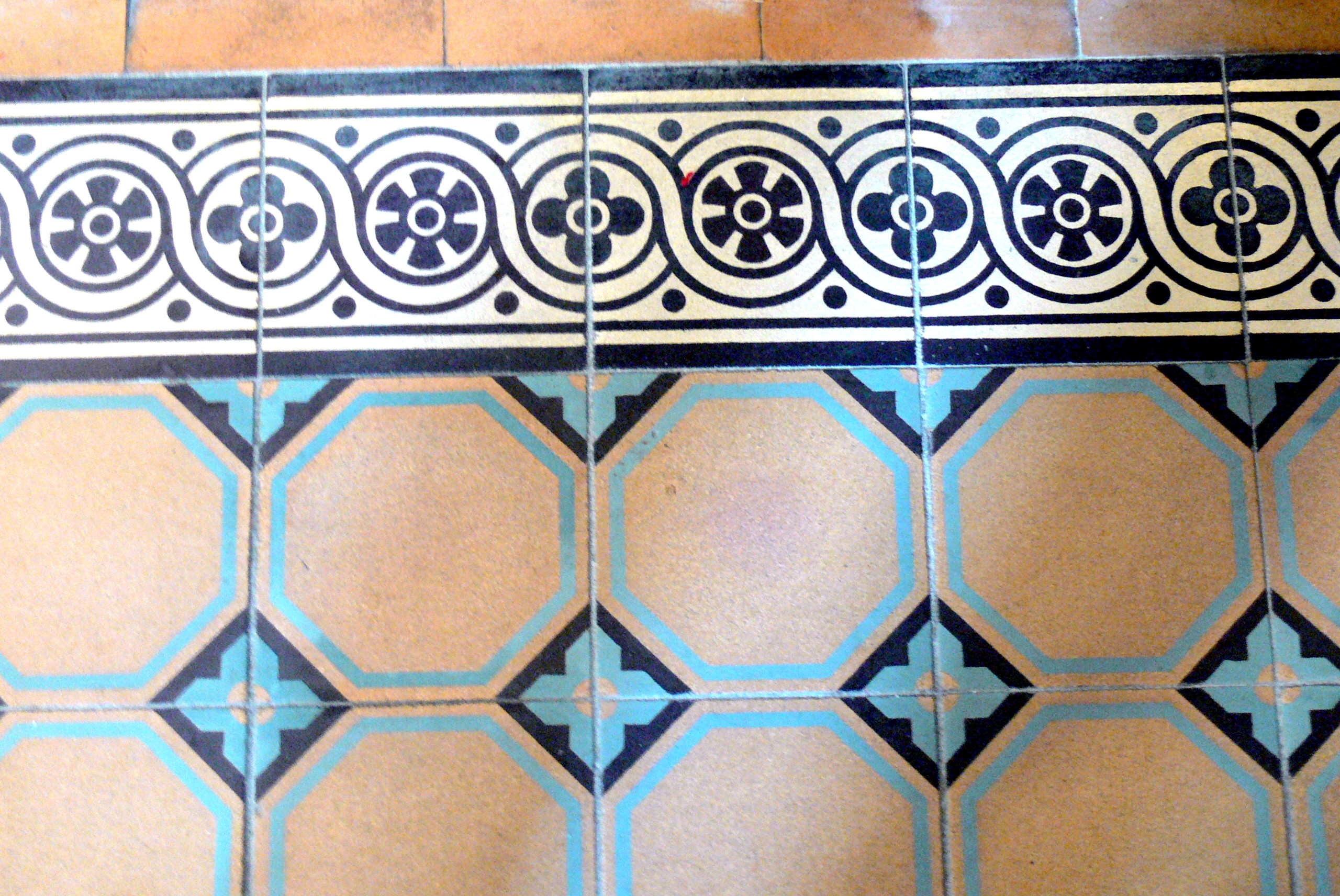
Dekorativní dlaždice (1895)

Dlaždice, zdrobněle též dlaždička, je deska (destička) vyráběná nejčastěji z keramiky a používána jako dlažba, tedy skládaná podlahová krytina. Bývají silnější a pevnější než obkladačky určené k obkladu stěn, vyrábějí se však i keramické obklady vhodné pro podlahy i stěny.

## Historie

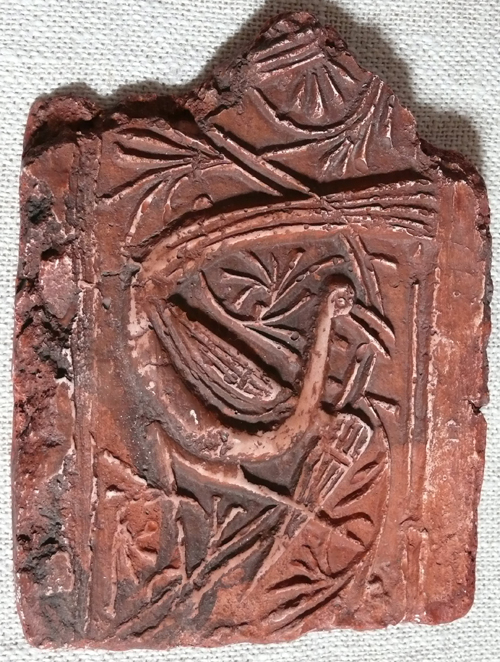
Kopie středověké dlaždice z rotundy v Dolních Chabrech

Významným dílem románského umění jsou reliéfně zdobené dlaždice, nalezené například v kostele v Dolních Chabrech nebo v kostele sv. Vavřince na Vyšehradě. Významná dílna na jejich výrobu byla objevena v ruinách kláštera Ostrov u Davle.
V období secese byly oblíbené vedle keramických i dlaždice z probarveného betonu, někdy s barevným nebo i plastickým dekorem.
Před rokem 1990 se v Československu standardně vyráběly jednobarevné dlaždice rozměrů 10 × 10 cm.

## Způsoby kladení
Dlaždice se vyrábějí v různých barvách, vzorech i rozměrech, obvyklé jsou čtvercové dlaždice o délce strany 20 cm, 25 cm, 30 cm nebo 33,3 cm, ale běžně existují i dlaždice větších rozměrů. Dlaždice se obvykle lepí speciálním stavebním lepidlem na podlahový podklad a po zatvrdnutí se mezery mezi nimi vyplní spárovací hmotou požadovaného odstínu. Existují i jiné způsoby, například suché kladení na terče.
Dnešní dlaždice se stejně jako dříve pokládají v řadách rovnoběžných se stěnou místnosti, avšak vzhledem k větším rozměrům současných dlaždic se dnes v řadě případů pokládají dlaždice nakoso, což jednak opticky rozšiřuje prostor, jednak při pokládce zbavuje závislosti na svislých spárách obkladaček. Pokládka dlaždic nakoso je zvlášť vhodná v místnostech, kde stěny nesvírají přesně pravý úhel. Dlažba nakoso může být také doplněna pravoúhle kladenou obvodovou bordurou. Kromě jednoduchých dlažeb je možno vytvářet i mozaiky (například šachovnice) s využitím různě barevných nebo i různě tvarovaných dlaždic.

## Přenesený význam slova
V přeneseném významu se slovo dlaždice používá i ve výpočetní technice resp. v počítačové grafice jakožto označení větších čtvercových ploch s příslušnou počítačovou texturou.